# セベクエムサフ2世
セベクエムサフ2世（Sobekemsaf II, 在位：紀元前1660年頃 - 1644年頃または前1567年頃 - 1560年頃）は、古代エジプト第17王朝の第3代または6代ファラオ（王）。資料によってはセベクエムサフ1世とも紹介される。即位名はセケムラー・ウアジカウ。

## 概要
テーベ東部の砂漠ワディ・ハンママートで行われた採掘について言及された碑文から、少なくとも7年間は統治していたことが分かっている。また、メダムードのモンチュ神殿の修復も行った。

### 家族構成
息子のセベクエムサフは王の後継者に指名されていた。また、王妃ネブエムハトとの間の娘セベクエムヘブは別の王の息子アメニの夫であった。このアメニの父親は同じ王朝の王であるアンテフ7世かセナクトエンラーの可能性がある。

### 名前と時系列上の位置
セケムラー・ウアジカウ・セベクエムサフがセベクエムサフの名前で呼ばれた何人目の王であったのかは、彼を第17王朝の家系図のどこに配置するかによって変わってくる。
テーベの王家には、彼とは別にセケムラー・シェドタウイ・セベクエムサフという王がいたことが分かっている。一部の研究者はこの王がウアジカウ・セベクエムサフの息子のセベクエムサフと同一人物であると考え、二人の王が親子関係にあったと考えている。シェドタウイ・セベクエムサフの息子であるアンテフ6世の治世中にコプトスの知事を務めていた人物が、第17王朝末期の王セケンエンラーの治下でも存命だったことを示唆する史料から、二人の王の間にウアジカウ・セベクエムサフの7年以上の在位期間を挟むだけの時間的余地が無い可能性がある点も、この説の裏付けとされている。この場合、ウアジカウ・セベクエムサフがセベクエムサフ1世、シェドタウイ・セベクエムサフが2世ということになる。
だが一方で、ウアジカウ・セベクエムサフやセナクトエンラーはアンテフ6世の王妃の兄弟である可能性もあり、さらにウアジカウ・セベクエムサフの名前不明なもう一人の息子がセナクトエンラーである可能性もある。そのため、研究者によってはウアジカウ・セベクエムサフをシェドタウイ・セベクエムサフよりも後の世代の王と捉え、前者をセベクエムサフ2世、後者を1世と呼んでいる場合もある。この記事では最新の資料である『全系図付エジプト歴代王朝史』に従ってセケムラー・ウアジカウ・セベクエムサフをセベクエムサフ2世と表記している。